# Огден (Илиноис)
Огден (енгл. Ogden) град је у америчкој савезној држави Илиноис.

## Демографија
По попису из 2010. године број становника је 810, што је 67 (9,0%) становника више него 2000. године.
| Група             | 2000.       | 2010.       |
| Белци             | 731 (98,4%) | 791 (97,7%) |
| Афроамериканци    | 2 (0,3%)    | 1 (0,1%)    |
| Азијати           | 0 (0,0%)    | 3 (0,4%)    |
| Хиспаноамериканци | 9 (1,2%)    | 8 (1,0%)    |
| Укупно            | 743         | 810         |